# Nunataki Bratstva
Nunataki Bratstva är en nunatak i Antarktis. Den ligger i Östantarktis. Norge gör anspråk på området. Toppen på Nunataki Bratstva är 1 969 meter över havet.
Terrängen runt Nunataki Bratstva är platt västerut, men österut är den kuperad. Terrängen runt Nunataki Bratstva sluttar norrut. Trakten är obefolkad. Det finns inga samhällen i närheten.